# Naissance en 1281
Naissance
- 1277
- 1278
- 1279
- 1280
- 1281
- 1282
- 1283
- 1284
- 1285

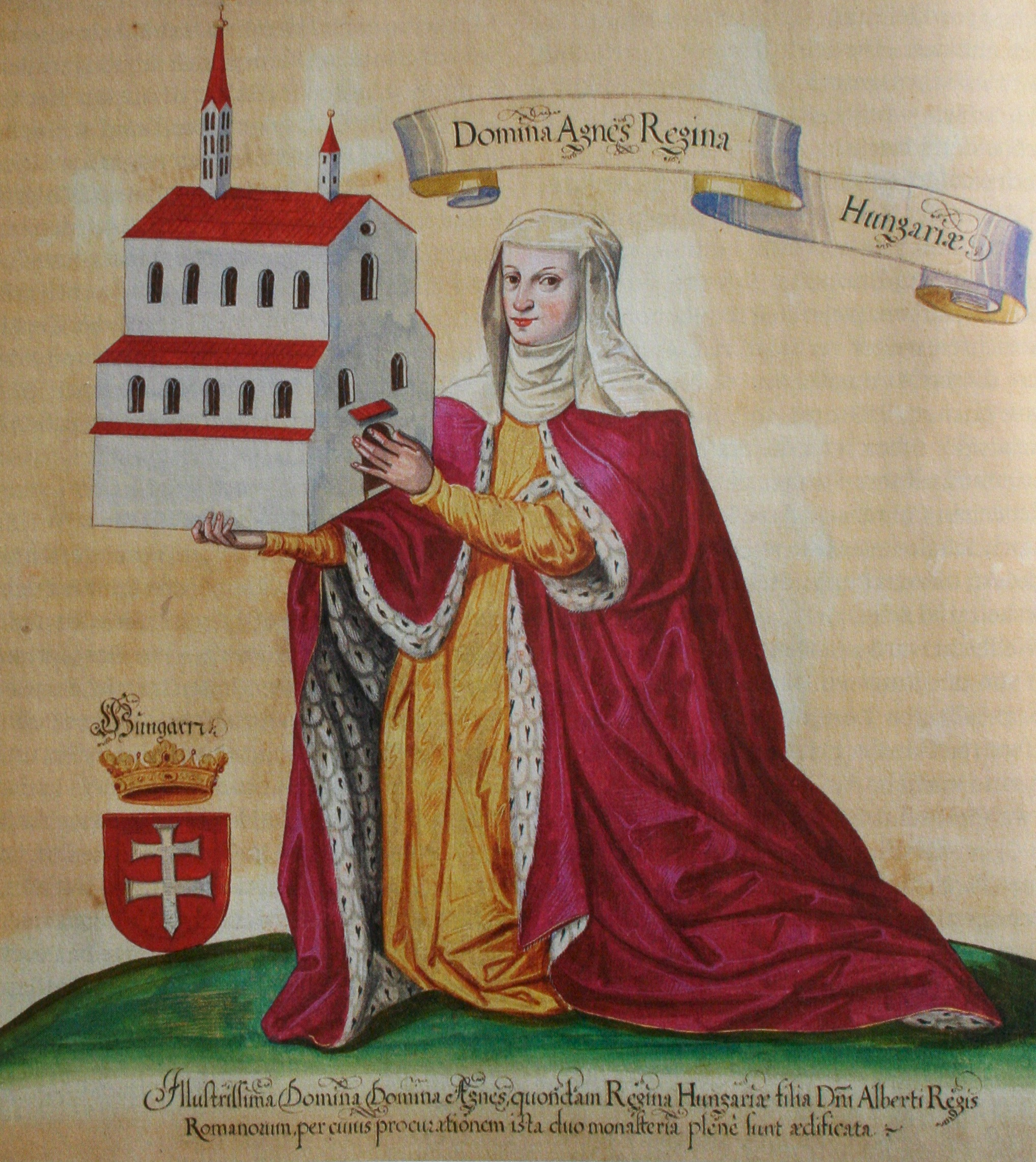
Agnès de Habsbourg, née en 1281.

Cette page dresse une liste de personnalités nées au cours de l'année 1281 :
- 18 mai : Agnès de Habsbourg, ou Agnès de Hongrie ou Agnès d'Autriche, reine consort de Hongrie.
- 4 août : Külüg Khan, ou Qaïchan ou Khaichan, Khagan de l'empire mongol, sous la dynastie Yuan

- Castruccio Castracani, condottiere, duc de Lucques.
- Henry de Lancastre, 3e comte de Leicester et de Lancastre, un des principaux responsables de la déposition d'Édouard II d'Angleterre.
- Iouri III de Moscou, prince de Moscou en 1303 et grand-prince de Vladimir.
- Orhan, sultan ottoman.

## Crédit d'auteurs
- Cet article est partiellement ou en totalité issu de l'article intitulé « 1281 » (voir la liste des auteurs).